# Progressão aritmética
Uma progressão aritmética (abreviadamente, P. A.) é uma sequência numérica em que cada termo, a partir do segundo, é igual à soma do termo anterior com uma constante {\displaystyle r.} O número {\displaystyle r} é chamado de razão ou diferença comum da progressão aritmética.

## Definição
Uma progressão aritmética é uma sequência numérica {\displaystyle (a_{n})_{n\in \mathbb {N} }} definida recursivamente por:
{\displaystyle a_{n}=a_{n-1}+r,\quad n>1,}
onde o primeiro termo, {\displaystyle a_{1},} é um número dado. O número {\displaystyle r} é chamado de razão da progressão aritmética.
Notamos que:
{\displaystyle r=a_{n}-a_{n-1},\quad n>1.}

### Exemplos
Alguns exemplos de progressões aritméticas:
- {\displaystyle (1,~4,~7,~10,~13,~\ldots )} é uma progressão aritmética em que o primeiro termo {\displaystyle a_{1}} é igual a {\displaystyle 1} e a razão {\displaystyle r} é igual a {\displaystyle 3.}
- {\displaystyle (-2,~-4,~-6,~-8,~-10,~\ldots )} é uma P.A. em que {\displaystyle a_{1}=-2} e  {\displaystyle r=-2.}
- {\displaystyle (6,~6,~6,~6,~6,~\ldots )} é uma P.A. com {\displaystyle a_{1}=6} e {\displaystyle r=0.}

## Fórmula do termo geral
O n-ésimo termo de uma progressão aritmética, denotado por {\displaystyle a_{n},} pode ser obtido por meio da fórmula:
{\displaystyle a_{n}=a_{1}+(n-1)\cdot r,}
em que:
- {\displaystyle a_{1}} é o primeiro termo;
- {\displaystyle r} é a razão.

### Demonstração
A fórmula do termo geral pode ser demonstrada por indução matemática:
- Ela é válida para o segundo termo pois, por definição, cada termo é igual ao anterior mais uma constante fixa r e portanto {\displaystyle a_{2}=a_{1}+1\cdot r;}
- Assumindo como hipótese de indução que a fórmula é válida para {\displaystyle n-1,} ou seja, que {\displaystyle a_{n-1}=a_{1}+(n-2)\cdot r,} resulta que o n-ésimo termo é dado por:

{\displaystyle a_{n}=a_{n-1}+r=(a_{1}+(n-2)\cdot r)+r=a_{1}+((n-2)\cdot r+r)=a_{1}+(n-1)\cdot r.}

### Propriedades
Como consequência direta da fórmula do termo geral, vemos que o {\displaystyle n}-ésimo termo de uma P.A. pode ser obtido como função do {\displaystyle m}-ésimo termo por:
{\displaystyle a_{n}=a_{m}+(n-m)\cdot r.}
efeito, {\displaystyle a_{m}+(n-m)r=a_{1}+(m-1)r+(n-m)r=a_{1}+(n-1)r=a_{n}.}
Além disso, também é consequência direta da fórmula do termo geral que:
{\displaystyle a_{n}={\frac {a_{n-1}+a_{n+1}}{2}},\quad n>1}
ou seja, a partir do segundo termo, o termo central é a média aritmética do termo antecessor e do sucessor. De fato:
{\displaystyle {\frac {a_{n-1}+a_{n+1}}{2}}={\frac {a_{1}+(n-2)r+a_{1}+nr}{2}}={\frac {2(a_{1}+(n-1)r)}{2}}=a_{n}.}

## Soma dos termos de uma progressão aritmética

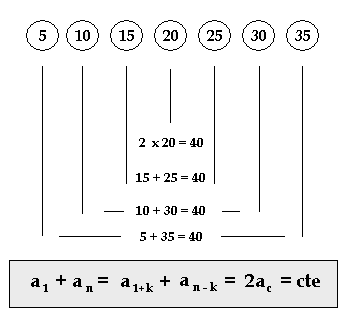
A soma dos termos dos extremos é igual à soma dos termos equidistantes deles

A soma dos termos de uma progressão aritmética situados no intervalo fechado de {\displaystyle a_{p}} até {\displaystyle a_{q}} é dada pelo produto do número de termos no intervalo, (q - p + 1),  pela média aritmética dos extremos do intervalo. Ou seja, pela seguinte fórmula:
{\displaystyle S_{(p,q)}={\frac {(q-p+1)\cdot (a_{p}+a_{q})}{2}}.}
Em particular, para somar os n primeiros termos, pode-se utilizar a seguinte simplificação da fórmula anterior:
{\displaystyle S_{n}={\frac {n\cdot \left(a_{1}+a_{n}\right)}{2}}}
ou
{\displaystyle S_{n}={\frac {n}{2}}\cdot \left(a_{1}+a_{n}\right)}
Exemplo: Seja {\displaystyle PA=(10,8,6,4,2),} qual é a soma dos 4 primeiros números?
{\displaystyle {\begin{aligned}S_{4}&={\frac {4}{2}}\cdot \left(10+4\right)\\S_{4}&=2\cdot 14\\S_{4}&=28\end{aligned}}}

### Demonstrações
Considerando a PA {\displaystyle (a_{1},a_{2},a_{3},...,a_{n-1},a_{n}),} a soma {\displaystyle S_{n}} de todos os termos dessa progressão pode ser escrita assim:
{\displaystyle S_{n}=a_{1}+a_{2}+...+a_{n-1}+a_{n}}
{\displaystyle S_{n}=a_{n}+a_{n-1}+...+a_{2}+a_{1}}
Somando membro a membro, obtemos:
{\displaystyle 2S_{n}=(a_{1}+a_{n})+(a_{2}+a_{n-1})+...+(a_{n-1}+a_{2})+(a_{n}+a_{1})}
{\displaystyle 2S_{n}=(a_{1}+a_{n})+(a_{2}+a_{n-1})+...+(a_{2}+a_{n-1})+(a_{1}+a_{n})}
Todos os pares entre parênteses têm o mesmo valor por serem simétricos em relação aos extremos da PA
{\displaystyle (a_{2}+a_{n-1})=(a_{1}+r+a_{n}-r)=(a_{1}+a_{n})}
{\displaystyle (a_{3}+a_{n-2})=(a_{1}+2r+a_{n}-2r)=(a_{1}+a_{n})}
e assim por diante
{\displaystyle 2S_{n}=(a_{1}+a_{n})+(a_{1}+a_{n})+...+(a_{1}+a_{n})+(a_{1}+a_{n})}
Então, como há {\displaystyle n} pares de termos:
{\displaystyle 2S_{n}=(a_{1}+a_{n})\cdot n}
{\displaystyle S_{n}={\frac {(a_{1}+a_{n})\cdot n}{2}}}

## Interpolação aritmética
Dada uma sequência finita {\displaystyle (a_{1},~a_{2},~\ldots ,~a_{n}),} chamamos {\displaystyle a_{1}} e {\displaystyle a_{n}} de termos extremos e os demais de termos meios. Interpolação aritmética é o procedimento de inserir (interpolar) {\displaystyle k} meios entre dois números dados {\displaystyle a} e {\displaystyle b,} de forma a obtermos uma progressão aritmética de {\displaystyle n=k+2} termos, sendo {\displaystyle a} e {\displaystyle b} seus extremos.
A P.A. que corresponde a interpolação aritmética de {\displaystyle k} termos meios entre dois números dados {\displaystyle a} e {\displaystyle b} tem primeiro termo {\displaystyle a_{1}=a} e razão:
{\displaystyle r={\frac {b-a}{k+1}}.}
Com efeito, vemos que tomando {\displaystyle n=k+2,} temos a fórmula do termo geral da P.A. nos garante que:
{\displaystyle a_{n}=a+(k+2-1){\frac {b-a}{k+1}}=b}
como queríamos.

## Tipos de progressões aritméticas

### Progressão aritmética constante
Uma progressão aritmética constante ou estacionária é toda progressão aritmética em que todos os termos são iguais, sendo que para isso a razão r tem que ser sempre igual a zero.
Exemplos de progressões aritméticas constantes:
- {\displaystyle (5,~5,~5,~5,~5,~5,~\ldots )} tem razão r = 0
- {\displaystyle (0,~0,~0,~0,~0,~0,~\ldots )} tem razão r = 0

### Progressão aritmética crescente
Uma progressão aritmética crescente é toda progressão aritmética em que cada termo, a partir do segundo, é maior que o termo que o antecede, sendo que para isso a razão r tem que ser sempre maior que zero (r>0).
Exemplos de progressões aritméticas crescentes:
- {\displaystyle (2,~4,~6,~8,~10,~\ldots )} com razão r = 2
- {\displaystyle (3,~6,~9,~12,~15,~\ldots )} com razão r = 3

### Progressão aritmética decrescente
Uma progressão aritmética decrescente é toda progressão aritmética em que cada termo, a partir do segundo, é menor que o termo que o antecede, sendo que para isso a razão r tem que ser sempre menor do que zero (r<0).
Exemplos de progressões aritméticas decrescentes:
- {\displaystyle (6,~4,~2,~0,~-2,~\ldots )} tem razão igual a -2
- {\displaystyle (6,~3,~0,~-3,~-6,~\ldots )} tem razão igual a -3

### Progressão aritmética de segunda ordem
Uma progressão aritmética de segunda ordem é uma sequência de números {\displaystyle (a_{n})} em que as diferenças entre os termos consecutivos {\displaystyle \Delta a_{n}=a_{n+1}-a_{n}} forma uma progressão aritmética. Por exemplo, a sequência:
{\displaystyle (1,~3,~7,~13,~21,~31,~\ldots )}
uma progressão aritmética de segunda ordem, onde a diferença entre os termos consecutivos {\displaystyle (\Delta a_{n})} é uma progressão aritmética de primeiro termo {\displaystyle \Delta a_{1}=2} e razão {\displaystyle r=2.}
De forma geral, uma progressão aritmética de ordem {\displaystyle k\geq 2} é uma sequência de números em que as diferenças entre termos consecutivos formam uma progressão aritmética de ordem {\displaystyle k-1.}.

### Progressão aritmética de ordem qualquer
Generalizando-se para o caso de uma sequência de ordem k, as fórmulas abaixo se aplicam para uma sequência de qualquer ordem.
O primeiro termo dessa sequência é aqui designado por {\displaystyle r_{0},} a razão primária (diferença entre dois termos consecutivos na sequência primária) por {\displaystyle r_{1}} a razão secundária (diferença entre dois termos consecutivos na sequência formada pelas razões primárias) por {\displaystyle r_{2},.} .. a razão de ordem k por {\displaystyle r_{k}.}
De modo semelhante ao fato de dois pontos serem suficientes para se determinar uma reta, com dois valores de uma sequência de ordem 1 (linear) e a posição que ocupam, é possível escrever a equação dessa sequência.
Para uma sequência de ordem 2, são necessários e suficientes 3 valores.
Em geral, para uma sequência de ordem {\displaystyle k} são necessários {\displaystyle k+1} valores.
Para uma sequência de ordem k, o termo geral é calculado por:
{\displaystyle a_{n}=\displaystyle \sum _{m=0}^{k}{n-1 \choose m}r_{m}}
Nota: os coeficientes {\displaystyle {n-1 \choose m}} são chamados coeficientes binomiais e são definidos como:
{\displaystyle {n-1 \choose m}={\frac {(n-1)!}{(n-1-m)!(m)!}},} onde {\displaystyle n} e {\displaystyle m} são inteiros, {\displaystyle m\leq n-1} e {\displaystyle x!=1\times 2\times \ldots x} é o fatorial de x.
O coeficiente binomial {\displaystyle {n-1 \choose m}} corresponde, em análise combinatória, ao número de combinações de n-1 elementos agrupados m a m.
A soma dos primeiros termos da sequência ({\displaystyle S_{n}}) é calculada por:
{\displaystyle S_{n}=\displaystyle \sum _{m=0}^{k}{n \choose m+1}r_{m}}

## Análise Polinomial
Até o momento discutimos Progressão Ariméticas de ordem qualquer por meio de uma abordagem por fórmulas extensas e de pouca implementação computacional.
Porém, podemos estudar elas por meio de polinômios na variável n e grau k ou k+1 (no qual k representa a ordem da sequência analisada). Assim reduzindo o problema à uma resolução de sistema linear, extremamente importante ao utilizar um computador.

### Ordem 1
Vamos começar com um caso simples que é o da progressão aritmética clássica.
{\displaystyle a_{n}=a_{1}+(n-1)r}
Imediato que a fórmula do termo geral é um polinômio na variável n com grau 1.
{\displaystyle S_{n}=a_{1}\cdot n+{\frac {n(n-1)}{2}}\cdot r}
Que novamente é imediato que temos uma fórmula da soma dos n primeiros termos como um polinômio na variável n com grau 2.
O sutil é ver aqui que temos apenas 2 coeficientes a determinar já que o termo independente é nulo nesse caso. Portanto, para determinarmos tanto {\displaystyle S_{n}} quanto {\displaystyle a_{n}} precisamos de duas equações, logo dois elementos da sequência, para determinarmos a fórmula geral (como um polinômio em n) por meio de um sistema linear  2 X 2.

## Ordem 2
{\displaystyle a_{n}=a_{1}+(n-1)r_{1}+{\frac {(n-1)(n-2)}{2}}r_{2}}
{\displaystyle S_{n}=a_{1}\cdot n+{\frac {n(n-1)}{2}}\cdot r_{1}+{\frac {n(n-1)(n-2)}{6}}\cdot r_{2}}
Com essas duas fórmulas já demonstradas verifica-se as mesmas coisas concluídas para uma progressão aritmética de ordem 1. Portanto para o termo geral achamos um polinômio de grau 2, e para a soma dos n elementos um polinômio de grau 3 com termo independente nulo.

## Ordem K
Para uma progressão aritmética de grau K, podemos concluir por indução e um pouco de álgebra as seguintes ideias:
a) O termo geral pode ser interpretado por um polinômio na variável n com grau K, portanto temos K+1 coeficientes a determinar.
B) A fórmula da soma dos n elementos pode ser interpretado por um polinômio na variável n com grau K + 1 (termo independente nulo), portanto também K+1 coeficientes a determinar.
A beleza dessas conclusões se dá no fato de que com K + 1 elementos da sequência pode-se obter todos seus elementos tanto quanto a soma dos mesmos. O que acontece é que com essa quantia obtemos implicitamente todas as razões parciais, dessa forma, obtendo todas as informações necessárias sem nem mesmo percebemos.
Exemplificando:
1) Determinar o termo geral da sequência {4, 9, 16, 25, 36, 49...}. Sendo {\displaystyle a_{n}} o n-ésimo termo dessa sequência. É possível ver que se trata de uma sequência de segunda ordem porque a razão secundária é constante (neste caso é igual a 2), como mostrado abaixo. Generalizando, em uma sequência de ordem k, a  sua razão de ordem k é constante.
{\displaystyle r_{0}=a_{1}=4}
{\displaystyle r_{1}=a_{2}-a_{1}=9-4=5}
{\displaystyle r_{2}=(16-9)-(9-4)=2}
{\displaystyle r_{2}=(25-16)-(16-9)=2}
{\displaystyle r_{2}=(36-25)-(25-16)=2}
{\displaystyle ~~~~~~\vdots }
{\displaystyle r_{2}=(a_{n}-a_{n-1})-(a_{n-1}-a_{n-2})=2}
Aplicando-se a fórmula:
{\displaystyle a_{n}=\displaystyle \sum _{m=0}^{2}{n-1 \choose m}r_{m}={n-1 \choose 0}r_{0}+{n-1 \choose 1}r_{1}+{n-1 \choose 2}r_{2}}
{\displaystyle a_{n}={n-1 \choose 0}4+{n-1 \choose 1}5+{n-1 \choose 2}2}
{\displaystyle a_{n}={4}+{5(n-1)}+{\frac {2(n-1)(n-2)}{2}}={1}+{2n}+{n^{2}}={(n+1)^{2}}}
{\displaystyle a_{n}={(n+1)^{2}}}
2) Encontrar a soma dos n primeiros termos dessa sequência ({\displaystyle S_{n}}).
De modo semelhante ao realizado acima:
{\displaystyle S_{n}=\displaystyle \sum _{m=0}^{2}{n \choose m+1}r_{m}}
{\displaystyle S_{n}={n \choose 1}4+{n \choose 2}5+{n \choose 3}2}
{\displaystyle S_{n}={n}\left(4+{\frac {5(n-1)}{2}}+{\frac {(n-1)(n-2)}{3}}\right)}
3) Em uma sequência de terceira ordem, o sétimo termo é igual a 345, o décimo termo é igual a 1002, o décimo quinto termo é igual a 3377 e o vigésimo quinto termo é igual a 15627.
a) Determine o trigésimo termo dessa sequência.
b) Escreva a equação que determina o n-ésimo termo dessa sequência em função de {\displaystyle n.}
a) Usando-se os dados fornecidos (em azul) na fórmula do {\displaystyle r_{n}:}
{\displaystyle a_{n}=\displaystyle \sum _{m=0}^{k}{n-1 \choose m}r_{m}}
{\displaystyle a_{7}=\sum _{m=0}^{3}{7-1 \choose m}r_{m}=\sum _{m=0}^{3}{6 \choose m}r_{m}.}
Como {\displaystyle a_{7}=345,} vem:
{\displaystyle 345=r_{0}+r_{1}{6 \choose 1}+r_{2}{6 \choose 2}+r_{3}{6 \choose 3}}
Da mesma forma, para os outros dados:
{\displaystyle {\color {blue}1002}=r_{0}+r_{1}{{\color {blue}10}-1 \choose 1}+r_{2}{{\color {blue}10}-1 \choose 2}+r_{3}{{\color {blue}10}-1 \choose 3}=r_{0}+r_{1}{9 \choose 1}+r_{2}{9 \choose 2}+r_{3}{9 \choose 3}}
{\displaystyle {\color {blue}3377}=r_{0}+r_{1}{{\color {blue}15}-1 \choose 1}+r_{2}{{\color {blue}15}-1 \choose 2}+r_{3}{{\color {blue}15}-1 \choose 3}=r_{0}+r_{1}{14 \choose 1}+r_{2}{14 \choose 2}+r_{3}{14 \choose 3}}
{\displaystyle {\color {blue}15627}=r_{0}+r_{1}{{\color {blue}25}-1 \choose 1}+r_{2}{{\color {blue}25}-1 \choose 2}+r_{3}{{\color {blue}25}-1 \choose 3}=r_{0}+r_{1}{24 \choose 1}+r_{2}{24 \choose 2}+r_{3}{24 \choose 3}}
Desenvolvendo-se as expressões acima, obtemos esse sistema de equações lineares:
{\displaystyle {\begin{matrix}r_{0}+6r_{1}+15r_{2}+20r_{3}=345\\r_{0}+9r_{1}+36r_{2}+84r_{3}=1002\\r_{0}+14r_{1}+91r_{2}+364r_{3}=3377\\r_{0}+24r_{1}+276r_{2}+2024r_{3}=15627\\\end{matrix}}}
O conjunto solução desse sistema {\displaystyle (S)} é:
{\displaystyle S={\begin{Bmatrix}r_{0}=3\\r_{1}=7\\r_{2}=12\\r_{3}=6\\\end{Bmatrix}}}
Aplicando-se a fórmula para o caso {\displaystyle n=30,} obtemos {\displaystyle a_{30}:}
{\displaystyle a_{30}=\displaystyle \sum _{m=0}^{3}{30-1 \choose m}r_{m}}
{\displaystyle a_{30}=r_{0}+r_{1}{{\color {blue}30}-1 \choose 1}+r_{2}{{\color {blue}30}-1 \choose 2}+r_{3}{{\color {blue}30}-1 \choose 3}=r_{0}+r_{1}{29 \choose 1}+r_{2}{29 \choose 2}+r_{3}{29 \choose 3}}
{\displaystyle a_{30}=3+7{{\color {blue}30}-1 \choose 1}+12{{\color {blue}30}-1 \choose 2}+6{{\color {blue}30}-1 \choose 3}=3+7{29 \choose 1}+12{29 \choose 2}+6{29 \choose 3}}
Calculando-se a expressão acima, obtém-se:
{\displaystyle a_{30}=27002}
b) De modo semelhante ao usado no exemplo 1, agora que possuímos os valores das razões {\displaystyle r_{0},r_{1},r_{2}} e {\displaystyle r_{3},} basta substituir os seus valores na fórmula de {\displaystyle a_{n}:}
{\displaystyle a_{n}=\displaystyle \sum _{m=0}^{k}{n-1 \choose m}r_{m}}
{\displaystyle a_{n}=\displaystyle \sum _{m=0}^{3}{n-1 \choose m}r_{m}}
{\displaystyle a_{n}=3+7{n-1 \choose 1}+12{n-1 \choose 2}+6{n-1 \choose 3}.} Logo:
{\displaystyle a_{n}=n^{3}+2}
Obs. Uma das propriedades dos números binomiais, a relação de Sfifeel, diz que:
{\displaystyle {n-1 \choose m}+{n-1 \choose m+1}={n \choose m+1}.}
Isso permite verificar uma propriedade de autoconsistência das fórmulas:
{\displaystyle {\begin{matrix}\underbrace {\displaystyle \sum _{m=0}^{k}{n-1 \choose m}r_{m}} \\a_{n}\end{matrix}}+{\begin{matrix}\underbrace {\displaystyle \sum _{m=0}^{k}{n-1 \choose m+1}r_{m}} \\S_{n-1}\end{matrix}}={\begin{matrix}\underbrace {\displaystyle \sum _{m=0}^{k}{n \choose m+1}r_{m}} \\S_{n}\end{matrix}}}
Considerando-se também o princípio da indução matemática e uma das propriedades dos somatórios,
{\displaystyle \sum _{i=m}^{n}(x_{i}\pm y_{i})=\sum _{i=m}^{n}x_{i}\pm \sum _{i=m}^{n}y_{i}} que, multiplicando-se os dois lados da equação por um número {\displaystyle r,} esta se torna:
{\displaystyle {\Bigg (}\sum _{i=m}^{n}(x_{i}\pm y_{i}){\Bigg )}\cdot r={\Bigg (}\sum _{i=m}^{n}x_{i}{\Bigg )}\cdot r\pm {\Bigg (}\sum _{i=m}^{n}y_{i}{\Bigg )}\cdot r}
esse fato já demonstra as fórmulas apresentadas sobre as sequências aritméticas de ordem {\displaystyle n.} A fórmula é válida para {\displaystyle n=\{1,2,\cdots \},} ou seja,
{\displaystyle {\begin{matrix}\underbrace {S_{0}} \\0\end{matrix}}=S_{1}-a_{1},}
{\displaystyle S_{1}(=a_{1})=S_{2}-a_{2},}
{\displaystyle \cdots }
{\displaystyle S_{n-1}(=a_{n-1})=S_{n}-a_{n},} que equivale à expressão mostrada acima.

## Progressões Aritmético-Geométricas
São progressões aritméticas e geométricas ao mesmo tempo. Considere uma seqüência {\displaystyle (a_{n})} cujo termo geral é {\displaystyle a_{n}=(a_{0}+nr)q^{n},} com {\displaystyle n\in \mathbb {N} .}
Veja que se {\displaystyle q=1} ela se reduz à fórmula do termo geral de uma progressão aritmética ({\displaystyle a_{n}=a_{0}+nr}) e se {\displaystyle r=0,} temos a fórmula de uma progressão geométrica, ({\displaystyle a_{n}=a_{0}\cdot q^{n}}).
A fórmula para a soma dos {\displaystyle n} primeiros termos dessa sequência é:
{\displaystyle S_{n}={\frac {a_{0}+q\cdot (q^{n}(a_{0}+r\cdot (1-n)-a_{0}q-1)-a0+r)}{(q-1)^{2}}}}